# Martin Motors Allestimenti
Allestimenti Linea und Allestimenti Turismo sind Busse des italienischen Automobil- und Busherstellers Martin Motors.
Bereits seit der Einführung 1996 auf dem Heimatmarkt Italien war diese Bus-Serie sehr gefragt und sorgte bei Reiseveranstaltern und Busunternehmen für reißenden Absatz. Heute prägen die Busse von Martin Motors das tägliche Straßenbild Italiens und sind auch in ihrem Design auffallend. Als der italienische Markt gesättigt war, setzte der Hersteller seine Busse auch im Ausland ab. So ist Martin Motors seit 2001 auch in Spanien und seit 2003 auch in Finnland und Dänemark vertreten.
| Modell        | Allestimenti Linea 6840 S8     | Allestimenti Linea 6100 S90    | Allestimenti Linea 6129 V92    | Allestimenti Linea 6129 V92+   | Allestimenti Turismo 6840 S8    | Allestimenti Turismo 6100 S90    | Allestimenti Turismo 6129 V92   | Allestimenti Turismo 6129 V92+  |
| ------------- | ------------------------------ | ------------------------------ | ------------------------------ | ------------------------------ | ------------------------------- | -------------------------------- | ------------------------------- | ------------------------------- |
| Variante      | Linienbus                      | Reisebus                       | Reisebus                       | Reisebus                       | Linienbus                       | Reisebus                         | Reisebus                        | Reisebus                        |
| Sitzplätze    | 31 + 1 + 1                     | 43 + 1 + 1                     | 49 + 1 + 1                     | 51 + 1 + 1                     | 31 + 1 + 1                      | 43 + 1 + 1                       | 49 + 1 + 1                      | 51 + 1 + 1                      |
| Länge (mm)    | 8390                           | 10490                          | 12000                          | 12000                          | 8390                            | 10490                            | 12000                           | 12000                           |
| Breite (mm)   | 2420                           | 2500                           | 2500                           | 2500                           | 2420                            | 2500                             | 2500                            | 2500                            |
| Höhe          | 3345                           | 3510                           | 3700                           | 3700                           | 3345                            | 3510                             | 3700                            | 3700                            |
| Motor         | Cummins ISBe 185 30            | Cummins ISBe 300 30            | Cummins ISBe 350 30            | Cummins ISBe 350 30            | Cummins ISBe 220 30             | Cummins ISBe 250 30              | Cummins ISBe 420 30             | Cummins ISBe 420 30             |
| Leistung (PS) | 185                            | 300                            | 350                            | 350                            | 220                             | 250                              | 420                             | 420                             |
| Getriebe      | ZF S6-85 6-Gang-Schaltgetriebe | ZF S6-85 6-Gang-Schaltgetriebe | ZF S6-85 6-Gang-Schaltgetriebe | ZF S6-85 6-Gang-Schaltgetriebe | ZF S6-890 6-Gang-Schaltgetriebe | ZF S6-1600 6-Gang-Schaltgetriebe | ZF S8-180 8-Gang-Schaltgetriebe | ZF S8-180 8-Gang-Schaltgetriebe |